# Jules Gales
Jules Gales (* 13. Juli 1924 in Bech-Kleinmacher; † 26. Mai 1988 in Remich) war ein luxemburgischer Fußballspieler.

## Karriere

### Vereine
Gales kam im Seniorenbereich in der Saison 1947/48 für den Zweitligisten AS Remich in Punktspielen zum Einsatz. Anschließend wurde er von Spora Luxemburg unter Vertrag genommen, für den er von 1948 bis 1953 durchgängig in der Ehrendivision, der bis Saisonende 1956/57 unter diesem Namen höchsten Spielklasse im luxemburgischen Fußball, aktiv gewesen ist. Die Saison 1948/49 schloss er mit seiner Mannschaft als Erstplatzierter ab und gewann mit der Meisterschaft seinen ersten Titel in seiner Spielerkarriere, dem er mit dem Pokalgewinn 1950 mit dem 5:1-Sieg über die Red Boys Differdingen einen zweiten sogleich hinzufügte.

### Nationalmannschaft
Für die A-Nationalmannschaft bestritt er sieben Länderspiele, in denen er vier Tore erzielte. Sein Debüt am 26. Juli 1948 im Goldstone Ground in Hove beim 6:0-Sieg über die Nationalmannschaft Afghanistans in der Vorrunde des olympischen Fußballturniers 1948 in London krönte er mit zwei Toren, den Treffern zum 1:0 in der sechsten und 5:0 in der 79. Minute. Mit der 1:6-Niederlage am 31. Juli 1948 im Craven Cottage gegen die Nationalmannschaft Jugoslawiens schied er mit seiner Mannschaft nach dem Achtelfinale aus dem Turnier aus.
Jeweils ein Freundschaftsländerspiel bestritt er im Jahr 1950 (2:2 gegen die Nationalmannschaft Norwegens am 15. August in Bergen), 1951 (3:0-Sieg über die Nationalmannschaft Finnlands am 4. November in Luxemburg) und 1952 (0:3 gegen die Nationalmannschaft Deutschlands am 20. April in Luxemburg).
Als Spieler der Olympiaauswahl kam er im olympischen Fußballturnier 1952 in Helsinki zu zwei Turnierspielen. Sein Debüt hatte er am 16. Juli in Lahti, als er mit seiner Mannschaft die Britische Nationalmannschaft mit 5:3 nach Verlängerung in der Vorrunde bezwang; dabei erzielte er das erste Tor zum 5:2 in der 102. Minute. Vier Tage später gehörte er der (spielenden) Mannschaft an, die in Kotka das Achtelfinale gegen die Nationalmannschaft Brasiliens mit 1:2 verlor, sein Anschlusstreffer in der 86. Minute änderte nichts mehr am Ergebnis.
In insgesamt 19 Vergleichen (sieben Tore) mit Ländervertretungen, bestehend aus Amateuren und B-/bzw. Zweitvertretungen, kam er im Zeitraum von 1948 bis 1952 ebenfalls zum Einsatz, diese finden in der offiziellen Statistik jedoch keine Berücksichtigung.

## Erfolge
- Luxemburgischer Meister 1949
- Luxemburgischer Pokal-Sieger 1950